# Yeti Lane
Yeti Lane est un groupe de pop psychédélique français originaire de Paris et formé en 2008.

## Biographie
Ben Pleng (voix, guitares, portasound, synthétiseurs), LoAc Carron (voix, guitares, basses, synthétiseurs, orgue, mellotron) et Charlie Boyer (batterie et percussions, synthétiseurs, orgue, mellotron, boîte à rythme et boucles) forment le groupe en 2008 sur les cendres de Cyann & Ben. Le nom du groupe fait références à l'album Yeti du groupe de krautrock allemand Amon Düül II et à la chanson Penny Lane des Beatles. En 2009, un premier single Lonesome George  est publié, puis un album par le label français Clapping Music et par Sonic Cathedral Recordings au Royaume-Uni. En Mai 2010 un EP Twice est publié, c'est le premier depuis le départ de la formation de LoAc Carron. En 2012 un deuxième album intitulé The Echo Show est publié. Il est coréalisé par Antoine Gaillet (qui a travaillé avec M83 et Zombie Zombie), et comprend un duo avec David-Ivar Herman Dune, chanteur d'Herman Düne.